# Stenolophus piceus
Stenolophus piceus es una especie de escarabajo de tierra del género Stenolophus, tribu Harpalini, subfamilia Harpalinae. Fue descrita científicamente por Guérin-Méneville en 1830.
La especie se mantiene activa durante los meses de enero, febrero, marzo, abril, mayo, septiembre, octubre, noviembre y diciembre.

## Distribución
Se distribuye por Australia y Nueva Caledonia.